# Samuel Rivas
Samuel Rivas Arámbula (Guadalajara, 21 de septiembre de 1957-Downey, 1 de abril de 2023), más conocido como "Sammy" Rivas, fue un futbolista mexicano que jugó como delantero.

## Carrera deportiva
Samuel Rivas debutó profesionalmente en 1979 con los Gallos de Jalisco y en 1980 se unió al Chivas de Guadalajara. Es recordado por haber convertido el tercer gol que eliminó al América en la semifinal de la temporada 1983-1984, lo que provocó una pelea entre jugadores en la cancha. En 1985, pasó al Morelia y luego al Tigres de la UANL, donde finalizaría su carrera.
Se retiró del fútbol en 1988 para dedicarse a entrenar a jóvenes en los Estados Unidos.
En 2001, comenzó a trabajar para el Departamento de Servicios Sociales Públicos (DPSS) del Condado de Los Ángeles, retirándose de la actividad laboral en septiembre del 2022, luego de 22 años de servicio.

## Muerte
Samuel Rivas falleció el 1 de abril de 2023 en Downey, California, por complicaciones de pancreatitis, a los 65 años.